# Klättertjuven (film, 2004)
Klättertjuven (engelska: Catch That Kid), är en amerikansk-tysk film från 2004. Filmen är en nyinspelning av den danska filmen med samma namn från 2002.

## Handling
12-åriga Maddy behöver pengar till sin döende pappas operation. Maddy är precis – sin pappa en duktig klättrare – hon kommer använda sig av för att komma upp i bankvalvet. Tillsammans med två vänner bestämmer hon sig för att råna den bank – hennes mamma jobbar på. Det blir ett fartfyllt äventyr där gänget ställs mot bankens högteknologiska säkerhetssystem, vakthundar med mera. 

## Rollista
- Kristen Stewart – Maddy
- Corbin Bleu – Austin
- Max Thieriot – Gus
- Jennifer Beals – Molly
- Sam Robards – Tom
- John Carroll Lynch – Mr. Hartman
- James Le Gros – Ferrell
- Michael Des Barres – Brisbane
- Stark Sands – Brad
- Lennie Loftin – Flagler
- François Giroday – Nuffaut
- Kevin Estabrook – Sharon
- Kevin G. Schmidt – Skip